# Thể thao dưới nước tại Đại hội Thể thao Đông Nam Á 1987
Thể thao dưới nước tại Đại hội Thể thao Đông Nam Á năm 1987 được tổ chức từ ngày 10 đến 16 tháng 9 năm 1987 tại Sân vận động Bơi lội Senayan (Senayan Swimming Stadium), Jakarta, Indonesia. Các môn thi đấu bao gồm bơi lội, nhảy cầu và bóng nước, với sự tham gia của nhiều quốc gia trong khu vực.
Ở môn bơi lội, các vận động viên tranh tài ở đầy đủ nội dung cá nhân và tiếp sức, trải dài từ cự ly ngắn như 100 m đến cự ly dài như 1.500 m nam và 800 m nữ, cùng các nội dung hỗn hợp. Nhảy cầu được tổ chức với hai nội dung chính là nhảy cầu 3 m và 10 m dành cho cả nam và nữ. Trong khi đó, môn bóng nước chỉ có nội dung đồng đội nam, thi đấu theo thể thức vòng tròn một lượt.
Indonesia và Malaysia là hai quốc gia dẫn đầu ở các môn thể thao dưới nước. Chủ nhà Indonesia giành được 10 huy chương vàng dẫn đầu bảng huy chương.

## Tóm tắt kết quả

### Bơi lội
Nội dung của nam
| Nội dung                   | Vàng             | Vàng     | Bạc              | Bạc      | Đồng                   | Đồng     |
| -------------------------- | ---------------- | -------- | ---------------- | -------- | ---------------------- | -------- |
| 100 m tự do                | Ang Peng Siong   | 52.34    | Oon Jin Gee      | 53.13    | Eric Buhain            | 54.25    |
| 200 m tự do                | Eric Buhain      | 1:56.84  | Oon Jin Gee      | 1:57.01  | Daniel Arief Budiman   | 1:58.07  |
| 400 m tự do                | Jeffrey Ong      | 4:05.21  | Rene Concepcion  | 4:10.18  | Daniel Arief Budiman   | 4:11.10  |
| 1500 m tự do               | Jeffrey Ong      | 16:14.08 | Huang Ying Tsang | 16:51.65 | Martin Palacios        | 17:02.59 |
|                            |                  |          |                  |          |                        |          |
| 100 m bơi ngửa             | David Lim        | 58.62    | Lukman Niode     | 59.45    | Eric Buhain            | 1:03.23  |
| 200 m bơi ngửa             | David Lim        | 2:06.90  | Lukman Niode     | 2:10.30  | Alvin Lim              | 2:10.34  |
|                            |                  |          |                  |          |                        |          |
| 100 m bơi ếch              | Wirmandi Sugriat | 1:06.25  | Ng Yue Meng      | 1:06.83  | Lee Patrick Concepcion | 1:06.91  |
| 200 m bơi ếch              | Wirmandi Sugriat | 2:23.66  | Tjatur Sugiarto  | 2:25.70  | Lee Patrick Concepcion | 2:26.03  |
|                            |                  |          |                  |          |                        |          |
| 100 m bơi bướm             | Eric Buhain      | 56.24    | Ang Peng Siong   | 56.79    | Mustamsikin            | 57.76    |
| 200 m bơi bướm             | Eric Buhain      | 2:05.34  | Willton Leo      | 2:11.18  | Allen Reyes            | 2:11.73  |
|                            |                  |          |                  |          |                        |          |
| 200 m hỗn hợp cá nhân      | Rene Concepcion  | 2:09.86  | David Lim        | 2:10.03  | Alvin Lim              | 2:15.83  |
| 400 m hỗn hợp cá nhân      | Eric Buhain      | 4:39.03  | Rene Concepcion  | 4:46.95  | Desmond Koh            | 4:51.30  |
|                            |                  |          |                  |          |                        |          |
| 4 × 100 m tiếp sức tự do   | Singapore        | 3:33.36  | Indonesia        | 3:38.42  | Philippines            | 3:38.65  |
| 4 × 200 m tiếp sức tự do   | Singapore        | 7:53.73  | Indonesia        | 7:56.86  | Philippines            | 8:03.64  |
| 4 × 100 m tiếp sức hỗn hợp | Singapore        | 3:54.27  | Indonesia        | 3:56.92  | Philippines            | 4:04.52  |

Nội dung của nữ
| Nội dung                   | Vàng                     | Vàng    | Bạc                      | Bạc     | Đồng                    | Đồng    |
| -------------------------- | ------------------------ | ------- | ------------------------ | ------- | ----------------------- | ------- |
| 100 m tự do                | Nurul Huda Abdullah      | 59.32   | Elfira Rosa Nasution     | 1:00.44 | Yen Yen Gunawan         | 1:01.43 |
| 200 m tự do                | Nurul Huda Abdullah      | 2:05.95 | Elfira Rosa Nasution     | 2:08.16 | May Tan Seok Khoon      | 2:11.72 |
| 400 m tự do                | Nurul Huda Abdullah      | 4:23.88 | Elfira Rosa Nasution     | 4:34.90 |                         |         |
| 800 m tự do                | Nurul Huda Abdullah      | 9:12.38 | Chatkaew Bulsuk          | 9:16.36 | Kusumarn Thammongkol    | 9:29.49 |
|                            |                          |         |                          |         |                         |         |
| 100 m bơi ngửa             | Akiko Thomson            | 1:06.86 | Ratna Laurentia Pradipta | 1:07.73 | Maya Masita Nasution    | 1:10.46 |
| 200 m bơi ngửa             | Ratna Laurentia Pradipta | 2:23.80 | Akiko Thomson            | 2:28.35 | Papanee Jirathornwatana | 2:33.49 |
|                            |                          |         |                          |         |                         |         |
| 100 m bơi ếch              | Sornsawan Phuvichit      | 1:16.35 | Rainy Maria Awuy         | 1:16.99 | Maturada Kunapakorn     | 1:17.04 |
| 200 m bơi ếch              | Sornsawan Phuvichit      | 2:43.77 | Rainy Maria Awuy         | 2:45.44 | Maturada Kunapakorn     | 2:46.99 |
|                            |                          |         |                          |         |                         |         |
| 100 m bơi bướm             | Nurul Huda Abdullah      | 1:04.16 | May Tan Seok Khoon       | 1:05.14 | Elfira Rosa Nasution    | 1:05.80 |
| 200 m bơi bướm             | Nurul Huda Abdullah      | 2:18.74 | Elfira Rosa Nasution     | 2:21.75 | May Tan Seok Khoon      | 2:24.73 |
|                            |                          |         |                          |         |                         |         |
| 200 m hỗn hợp cá nhân      | Elfira Rosa Nasution     | 2:23.85 | Nurul Huda Abdullah      | 2:24.55 | Papanee Jirathornwatana | 2:29.32 |
| 400 m hỗn hợp cá nhân      | Nurul Huda Abdullah      | 5:02.41 | Elfira Rosa Nasution     | 5:03.71 | Maya Masita Nasution    | 5:14.61 |
|                            |                          |         |                          |         |                         |         |
| 4 × 100 m tiếp sức tự do   | Indonesia                | 4:03.05 | Thái Lan                 | 4:05.45 | Philippines             | 4:11.75 |
| 4 × 100 m tiếp sức hỗn hợp | Indonesia                | 4:32.81 | Thái Lan                 | 4:37.49 | Philippines             | 4:41.40 |

### Nhảy cầu
| Nội dung          | Vàng           | Vàng   | Bạc                | Bạc    | Đồng             | Đồng   |
| ----------------- | -------------- | ------ | ------------------ | ------ | ---------------- | ------ |
| Cầu mềm 3 m nam   | Eko Setiawan   | 552.42 | P. Diamadi         | 481.12 | Somchai Ongkosak | 409.92 |
| Cầu cứng 10 m nam | Eko Setiawan   | 174.96 | Ongkosak Somchai   | 171.57 | Doddy Wihandjito | 161.32 |
|                   |                |        |                    |        |                  |        |
| Cầu mềm 3 m nữ    | Dwi Mariastuti | 442.23 | Sri Retno          | 382.80 | Aye Aye Soe      | 381.99 |
| Cầu cứng 10 m nữ  | Dwi Mariastuti | 164.94 | Indah Widyaningsih | 152.07 | Aye Aye Soe      | 151.50 |

### Bóng nước
| Nội dung | Vàng      | Bạc       | Đồng     |
| -------- | --------- | --------- | -------- |
| Nam      | Singapore | Indonesia | Malaysia |

## Bảng huy chương
| Hạng               | Đoàn               | Vàng | Bạc | Đồng | Tổng số |
| ------------------ | ------------------ | ---- | --- | ---- | ------- |
| 1                  | Indonesia (INA)    | 10   | 19  | 8    | 37      |
| 2                  | Malaysia (MAS)     | 9    | 3   | 3    | 15      |
| 3                  | Singapore (SIN)    | 7    | 5   | 3    | 15      |
| 4                  | Philippines (PHI)  | 6    | 3   | 11   | 20      |
| 5                  | Thái Lan (THA)     | 2    | 4   | 6    | 12      |
| 6                  | Myanmar (MYA)      | 0    | 0   | 2    | 2       |
| Tổng số (6 đơn vị) | Tổng số (6 đơn vị) | 34   | 34  | 33   | 101     |